# La rebelión de los mutantes
La rebelión de los mutantes es el noveno volumen de la colección “Las aventuras de Ogú, Mampato y Rena”, del dibujante y argumentista Themo Lobos, publicada por Dolmen Ediciones en Chile, luego Océano-Dolmen y ahora J.C. Sáez Editor. 
Es la segunda parte y final de la historia titulada La amenaza amarilla, que comenzó con “El árbol gigante”. Fue la primera historia en la que Themo Lobos reunió a los tres personajes.

## Trayectoria editorial
Fue creada y publicada originalmente como serie de 12 entregas o capítulos de 4 páginas en la revista infantil-juvenil Mampato, de Editorial Lord Cochrane. El primer capítulo es del número 184, del 8 de mayo de 1973, y el último del n.º 196, del 1 de agosto de 1973.
El contexto de su creación estuvo marcado por la inminencia del golpe de Estado en Chile, que ocurriría en septiembre del mismo año 1973, y pondría fin a la dictadura comunista de Salvador Allende.
Fue republicada por su autor en la revista Cucalón n.º 23, probablemente en 1988.

## Argumento
Siguiendo el episodio anterior “El árbol gigante”, Mampato, Rena y Ogú intentan escapar del árbol, donde los mutantes amarillos, liderados por Ferjus, los han hecho prisioneros. Llevan consigo a uno de los industriosos mutantes del “pequeño pueblo”, quienes eran obligados a fabricar las armas paralizadoras para sus amos. En su escape, son denunciados por los hombres-rata, espías al servicio de Ferjus, pero Ogú, ayudado por otro mutante esclavo que comprende sus intenciones, huye con ellos hacia el bosque de la superficie, donde viven mutantes que todavía no han sido esclavizados. Ferjus envía a Gor, el jefe de los gigantes para matarlos. Descubiertos por los hombres-rata, nuestros amigos encuentran la inesperada ayuda de Ñaw, un hombre-gato, enemigo de los hombres-rata. Ogú lucha con Gor y lo vence, pero lo dejan ir, salvándolo de ser devorado después por una planta carnívora. Mampato vuelve al árbol disfrazado de Sicalipto, el perverso hijo de Ferjus, en cuyas manos ha caído el cinto espacio temporal. Ambos se enfrentan y Mampato lo vence, pero es capturado cuando intentaba escapar con el vehículo gravitacional de Rena. Los mutantes deciden que es el momento de la rebelión. Rena y Ogú intentan antes rescatar a su amigo, pero caen en una trampa de Ferjus, quien consigue averiguar sobre el pueblo de Rena, al que planea invadir. Al día siguiente, cuando los tres van a ser devorados en el circo por el antroposaurio, los gigantes, liderados por Gor, se enfrentan al monstruo. Se inicia la rebelión, pero Ferjus tiene un arma secreta: el paralizador gigante, con el que contraataca. Finalmente, en medio de la tormenta, el árbol cae, pereciendo la raza amarilla y los hombres-rata. Tras la despedida y un romántico beso de Rena, Mampato, embelesado y atontado, lleva de vuelta a Ogú a la prehistoria (supuestamente), y después regresa a su tiempo.